# Skatepark

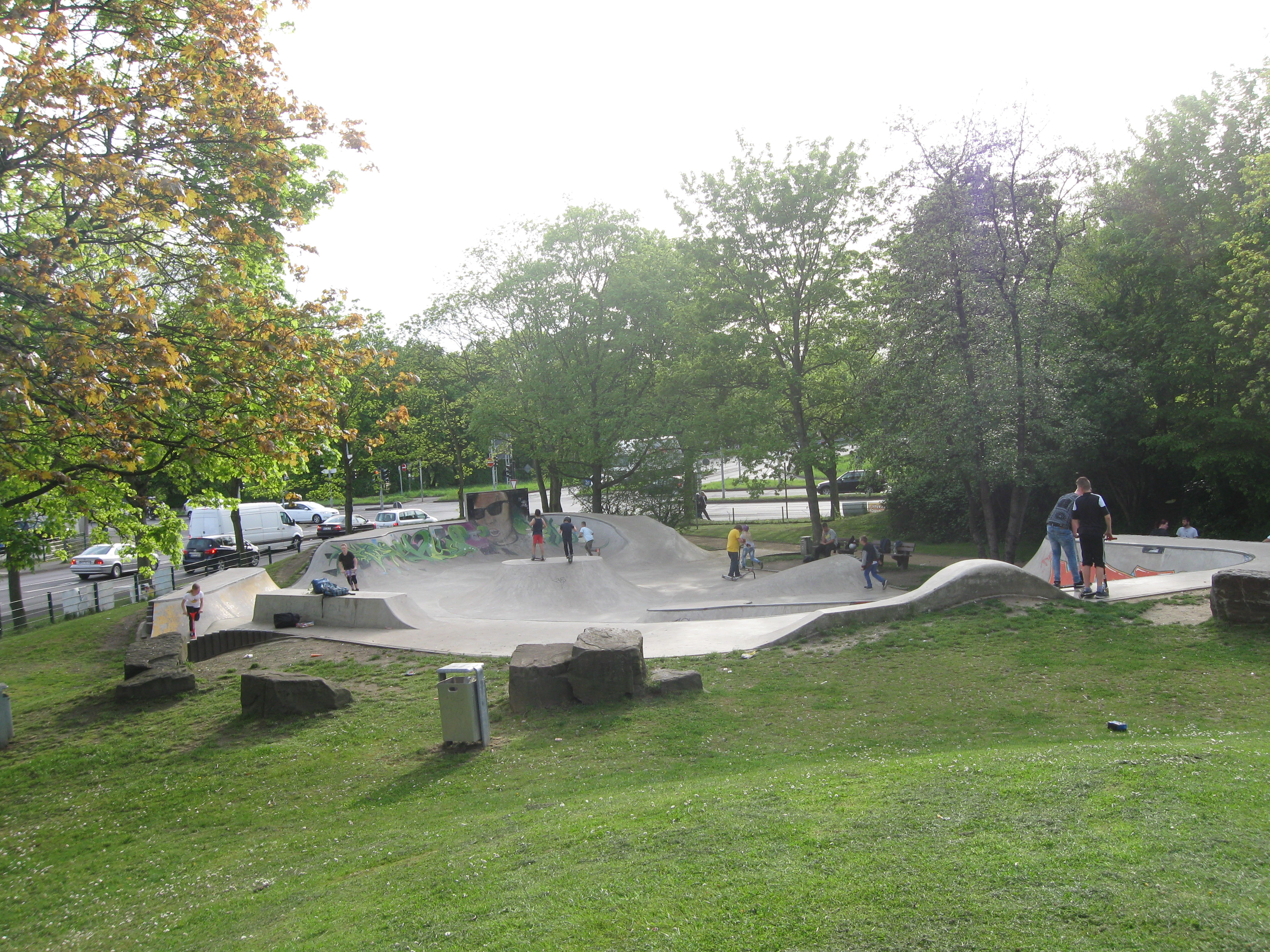
Skatepark in Herne-Wanne, Ruhrgebiet

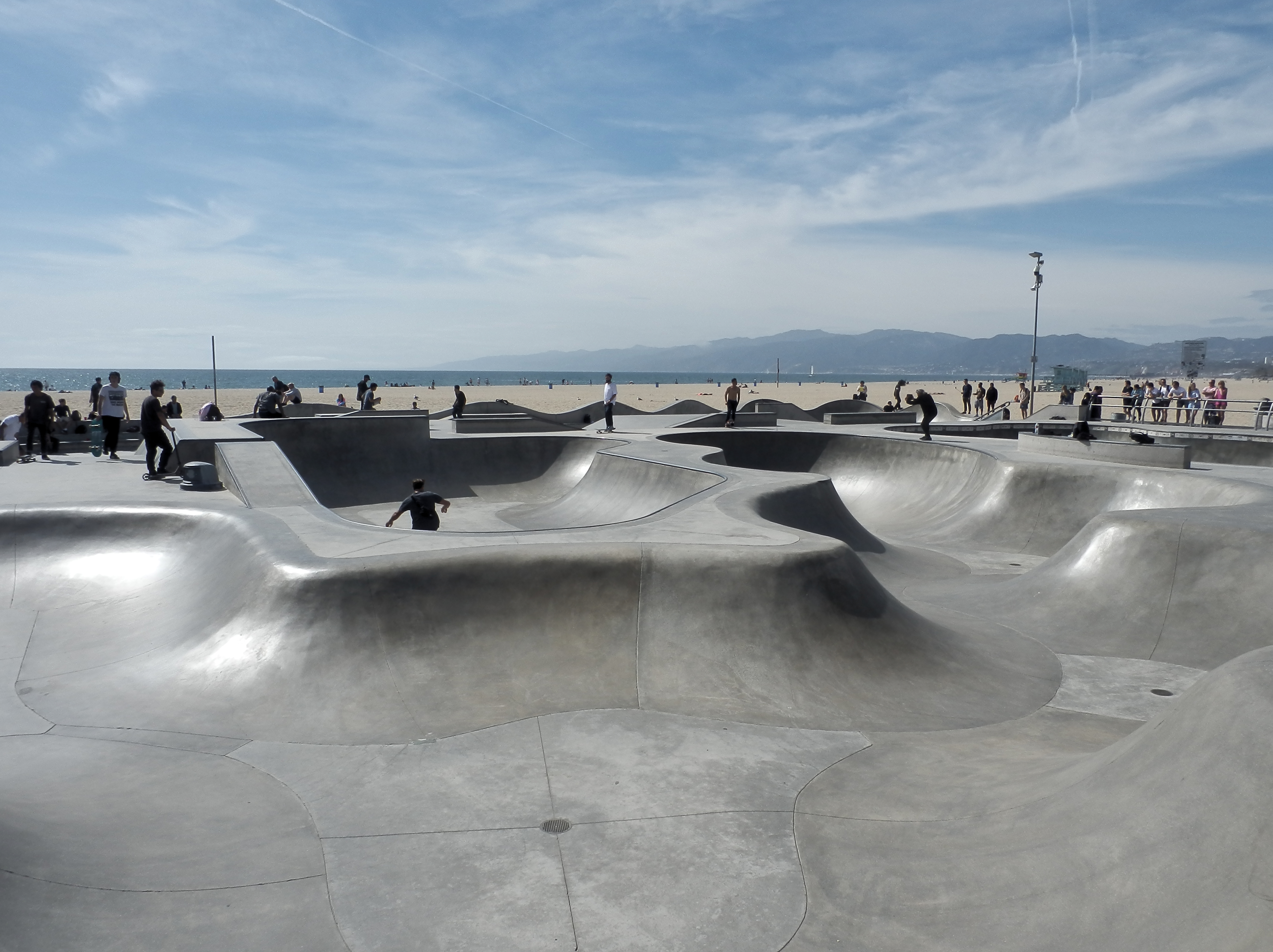
Venice Skatepark am Venice Beach

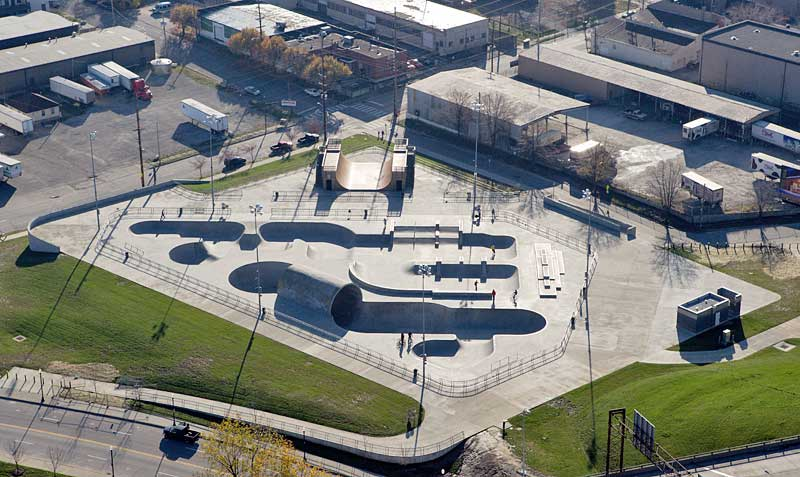
Der Louisville Extreme Park in Louisville, Kentucky

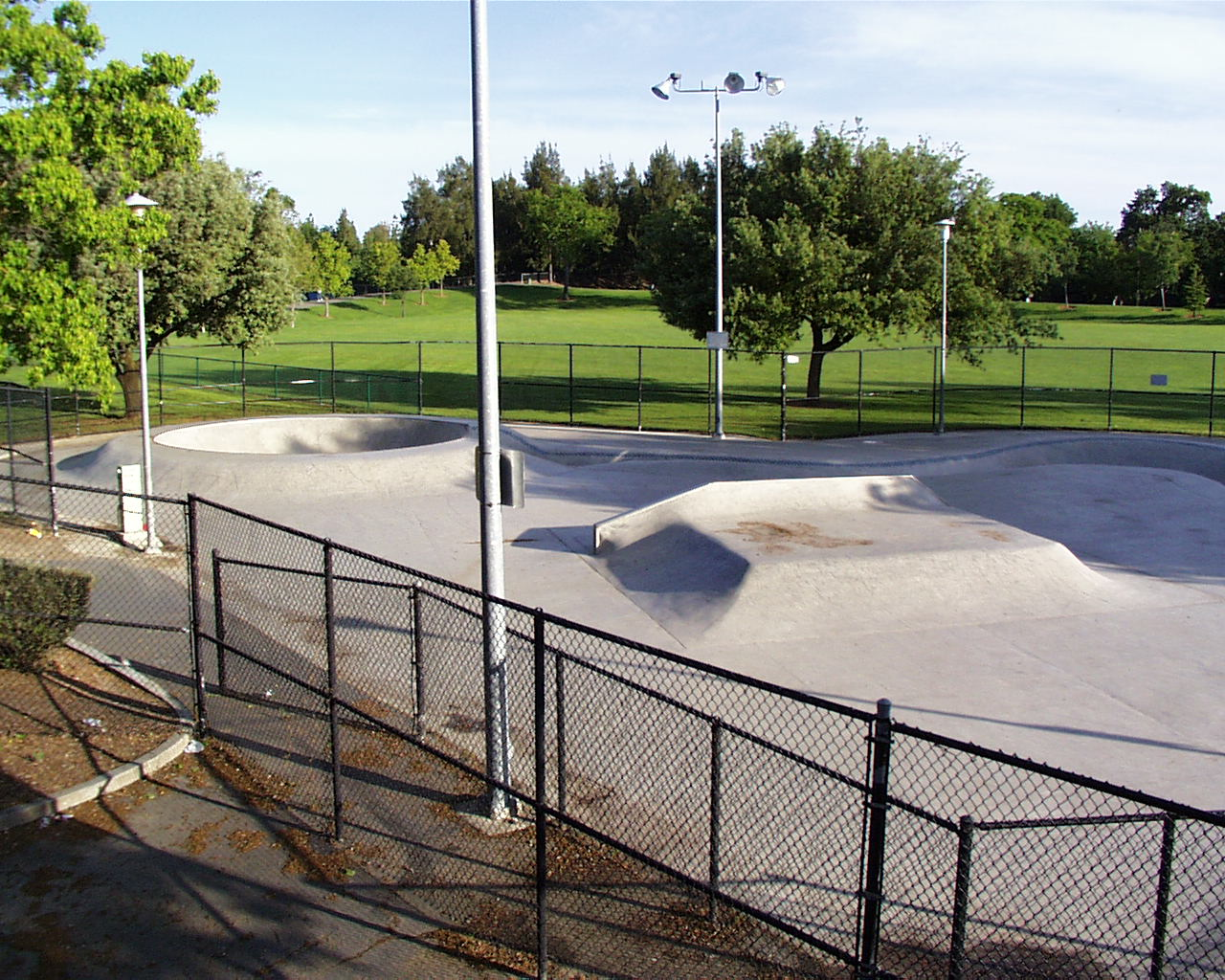
Skatepark in Davis, Kalifornien

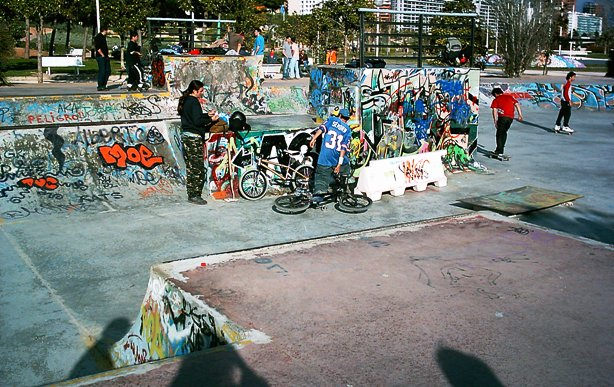
Skatepark in Valencia, Spanien

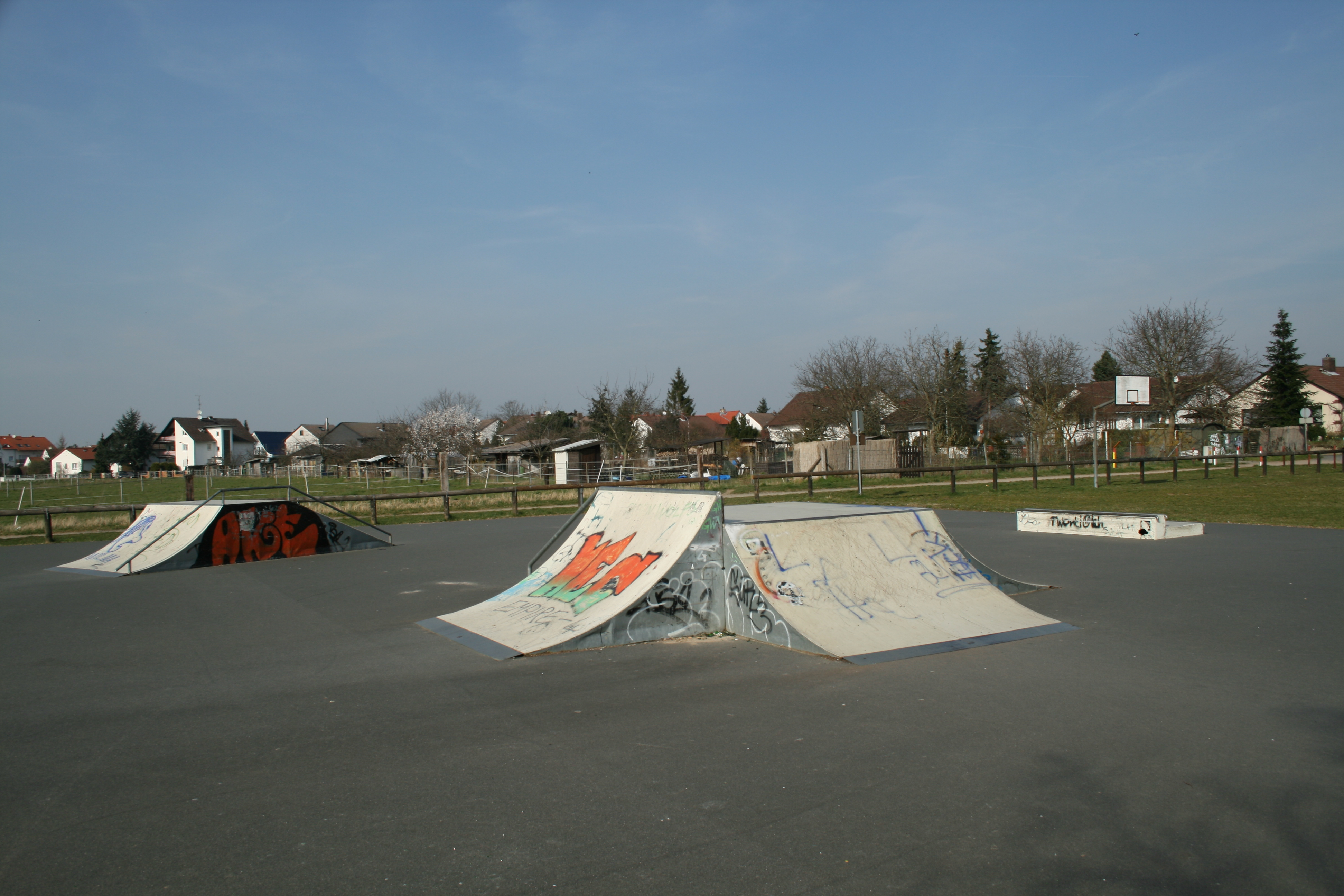
Kleiner Skatepark in Pfungstadt, Deutschland

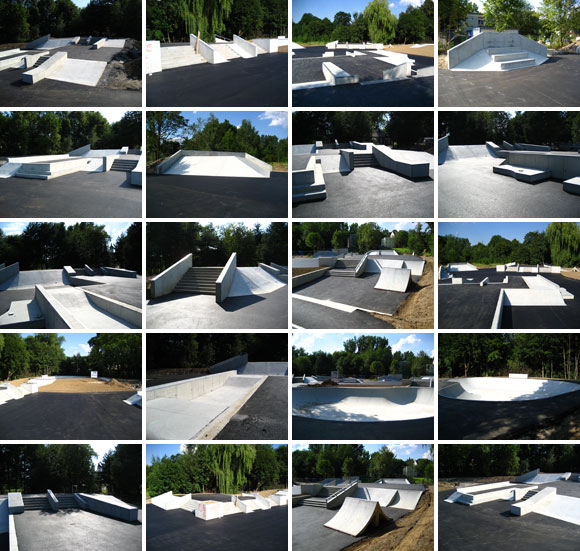
Skatepark in Plauen - AREA241, Deutschland

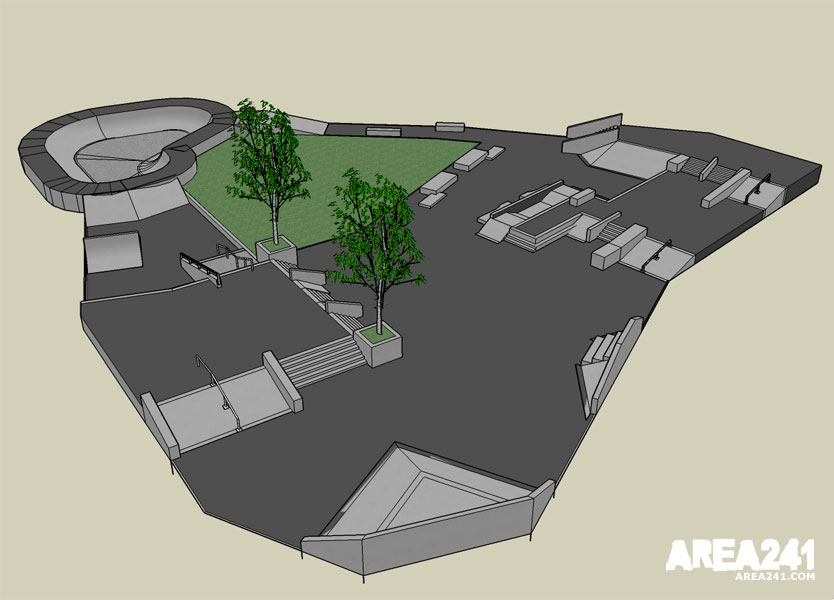
Skatepark in Plauen - AREA241; 3D-Entwurfsplanung

Als Skatepark bezeichnet man eine speziell für Skateboarder eingerichtete Fläche, auf der sich Hindernisse (englisch Obstacles) wie zum Beispiel Kanten (Curbs), Geländer (Rails) und Skaterampen befinden. Teilweise sind diese Skateparks auch überdacht oder in geschlossenen Gebäuden, die dann Skatehalle genannt werden.
Die Nutzung eines Skateparks ist nicht ausschließlich auf Skateboarder beschränkt, in gleicher Weise ist die Nutzung mit dem Stuntscooter, beim BMX-Freestyle Park sowie beim Freestyle-Inlineskaten möglich.

## Geschichte
Der erste offizielle Skatepark der Welt war Surf City in Tucson, Arizona. Er wurde am 3. September 1965 eröffnet, existiert mittlerweile aber nicht mehr. Patti McGee, die damalige Nationalmeisterin der Frauen, war bei der Eröffnung anwesend. Der Park verfügte über Betonrampen und wurde von Arizona Surf City Enterprises Inc. betrieben.
Bis 1975 war der Skatesport rasant gewachsen. Eine Innovation aus dieser Zeit war der Skateboard-Park, eine spezielle Anlage, die für das Skaten konzipiert wurde. Die ersten Skateparks waren architektonische Nachbildungen von Street-Obstacles. Somit wurden die mittleren bis späten 70er Jahre als die Skatepark-Ära bekannt. In der Zeit von 1976 bis 1982 wurden allein in den USA über 200 Skateparks gebaut, allerdings wurden fast alle in diesem Zeitraum wieder geschlossen und/oder zerstört. Die Skateparks Bro Bowl in Tampa, Kona in Jacksonville und Derby in Santa Cruz sind drei der Überlebenden dieser Ära. Sie sind architektonisch, historisch und kulturell repräsentativ für die Orte, an denen das moderne Skateboarding in den 1970er Jahren entstand und an denen die Wurzeln der amerikanischen Skateboard-Kultur geformt wurden, und sie sind bedeutende Wahrzeichen für die Skateboard-Szene. Von diesen drei Skateparks ist der Bro Bowl der einzige, der in seiner ursprünglichen Form, wie er 1978 eröffnet wurde, vollständig erhalten ist.

### Entstehung des Bro Bowl Skateparks (1975)
Der Bro Bowl Skatepark wurde 1975 von Joel Jackson, einem Angestellten der Stadt Tampa, ins Leben gerufen. Jackson erkannte, dass das Skateboarding großen Zulauf bekam. Er hatte die Vision einer kostenlosen, öffentlichen Skateboarding-Anlage, die der Gemeinschaft, insbesondere Kindern und Jugendlichen in den Innenstädten, dienen sollte. Anfänglich hatte der Stadtrat von Tampa Zweifel an der Idee, doch schließlich gab er grünes Licht für den Bau des Parks. 1978 wurde der Skatepark im Surf-Stil auf einem Grundstück errichtet, das später zum Perry Harvey Sr. Park in der Innenstadt von Tampa wurde. Zu diesem Zeitpunkt waren bereits zahlreiche andere Skateparks in der Region gebaut worden, die sich jedoch alle in Privatbesitz befanden und für deren Benutzung eine Gebühr erhoben wurde. Dazu gehörten unter anderem die Tampa Skate Wave in der Nähe des Flughafens, die Tampa's Rainbow Wave in der Nähe der University of South Florida und der Clearwater Skateboard Park in Clearwater. Als der Perry Harvey Skateboard Bowl – von vielen Skatern später Bro Bowl genannt – 1978 gebaut wurde, war er in mehr als einer Hinsicht bahnbrechend. Als erster öffentlicher Skatepark im Bundesstaat und als einer der ersten an der Ostküste war er von großer Bedeutung.
Der Bro Bowl ist im Laufe der Jahre in zahlreichen Artikeln, in einem Tony-Hawk-Videospiel, als Kulisse für eine Reihe von Werbespots, Skatevideos und in einem Dokumentarfilm aufgetaucht. Er ist zu einem Wallfahrtsort geworden, der im Laufe der Jahre von einigen der berühmtesten Skateboardfahrer besucht wurde. Es war auch der Ort, an dem der international bekannte Skateboardhersteller Paul Schmitt seine Marke Schmitt Stix entwickelte, nachdem alle anderen Skateparks in der Region geschlossen wurden, und an dem Cleo Coney, Floridas erster afroamerikanischer Profi-Skateboarder, seine Fahrkünste verfeinerte.

### Floridas Skateszene (1970er-1980er)
Nachdem die meisten Skateparks aus den 1970er Jahren Anfang der 1980er Jahre zerstört wurden, sind nur noch wenige, hauptsächlich in Florida situierte Parks, übrig geblieben. Der Ollie und der 540 McTwist sind weltberühmte Skateboarding-Manöver, die von Skatern aus Florida erfunden wurden, und Skater wie Rodney Mullen, Alan Gelfand und Mike McGill sind international bekannte Profiskateboarder, die die Grenzen des Skatens verschoben und es deutlich vorangebracht haben. Alle drei wuchsen mit dem Skaten auf und verfeinerten ihre Fähigkeiten in den Skateparks in Florida in den 1970er Jahren.
Insgesamt wurden in Florida zwischen 1976 und 1978 etwa 30 Skateparks gebaut, die den Sport in dieser kritischen Zeit des Experimentierens und des Fortschritts voranbrachten. Als Skateboard City in Port Orange im Februar 1976 eröffnet wurde, war dies der erste Skatepark im Bundesstaat. Mittlerweile existiert dieser Park jedoch nicht mehr.

## Funktion
Heute bauen immer mehr Städte Skateparks oder vergleichbare Anlagen, um bessere Möglichkeiten der Freizeitgestaltung für Kinder, Jugendliche und Erwachsene zu schaffen, die Skategeräte nutzen. Neben der Vorhaltung speziell auf die Bedürfnisse der Sportler und Akrobaten zugeschnittener Hindernisse, die sich in der gewöhnlichen Siedlungsumgebung sonst kaum finden lassen, liegt der Vorteil geschlossener Anlagen auch darin, dass Gefährdungen der Fahrer selbst oder anderer Personen und Passanten, die sich im öffentlichen Verkehrsraum aufhalten, verringert und die Beschädigung von Häusern, Treppengeländern und anderen Bestandteilen der öffentlichen oder privaten Infrastruktur ausgeschlossen werden. Skatehallen haben zudem den Vorteil, dass man sie unabhängig vom Wetter nutzen kann.

## Einteilung nach Nutzung
Ob ein Skatepark Beton-, Holz- oder Metall-Obstacles bekommt, entscheidet meistens die Stadt oder Gemeinde, in der er gebaut wird. Skateparks werden daher meistens nach ihrer Nutzung (Street- oder Transitionskaten) eingeteilt. Nicht jeder Skatepark ist gleich aufgebaut – sie werden im Groben in drei Kategorien eingeteilt: Plaza, Bowl und Flow.

### Plaza
Die Form solcher Parks ist von der Stadt inspiriert. Das Design versucht, Elemente der urbanen Architektur nachzubilden, weshalb man dort Treppen, Bänke, Rails, Mauern uvm. finden kann. Ein Plaza-Skatepark wird hauptsächlich zum Streetskaten besucht.

### Bowl
Das Konzept dieser Parks geht auf die Geschichte des Skateboardens zurück. Viele Skater fuhren damals in abgelassenen Gartenteichen. Größere Bowl-Parks arbeiten mit dieser Idee. Sie bestehen aus mehreren miteinander verbundenen Becken unterschiedlicher Größe und Form. Bei begrenztem Budget oder Platzmangel kann ein Skatepark auch nur als kleiner Pool geplant und gebaut werden. Bowl-Parks werden zum Transitionskating benutzt.

### Flow
Flow-Parks ermöglichen eine sanfte Fahrt zwischen den Hindernissen. Dies wird durch unterschiedlich gekrümmte Flächen und Radien erreicht. Oft ermöglicht es die Architektur sich nur durch pumpen fortzubewegen. Im Unterschied zu einer Pumptrack wird in diesen Parks dennoch der Fokus auf den Skatesport gelegt. In Flow-Parks lassen sich die Elemente des Streetskaten und Transitionskaten miteinander kombinieren.

## Aufbau
Es gibt unzählige Varianten von Obstacles, oft sind sie aus der städtischen Architektur entnommen und für die sportlichen Bedürfnisse optimiert. Je nach Größe und Typ enthalten Skateparks unterschiedliche Hindernisse und können individuell aufgebaut sein. Die folgende Liste enthält die am häufigsten vorkommenden Obstacles:
- Curb/Ledge: Ein Curb ist ein länglicher Block mit Kanten, auf denen man Slides oder Grind Tricks macht und ist das Standard-Obstacle im Skatepark. Curbs, die sich wie Geländer an Stufensets befinden, werden auch Hubba genannt. Das West Los Angeles Courthouse ist einer der berühmtesten Curb Spots der Skateszene. Seit den späten 1980er Jahren geskatet, verfügt das Courthouse über eine Vielzahl von Curbs und anderen Obstacles. 2010 sponserte Nike SB das Courthouse, aktualisierte die meisten Curbs und machte es legal dort zu skaten. In den USA wird diese Art von Obstacle auch als Ledge bezeichnet.[5]
- Bank: Als Bank bezeichnet man eine gerade nach oben verlaufende Schräge, an der man mit dem Skateboard hochfahren kann. Üblicherweise werden diese Obstacles genutzt, um Flat Tricks wie Kickflips oder andere Fliptricks zu machen. Einer der berühmtesten Orte, an denen man Bank Spots skaten kann, sind die Brooklyn Banks in New York City. Sie waren seit den 80er Jahren ein fester Bestandteil der Skate-Szene der Stadt und prägten diese gewaltig. Bekannte Skater wie Keith Hufnagel, Jason Dill und Chad Muska besuchten diesen Spot regelmäßig. Im Jahr 2009 wurde er stillgelegt.[6]
- Miniramp: Die Miniramp ist die kleinere Version der Halfpipe und aufgrund dem niedrigeren Schwierigkeitsgrad häufiger in Skateparks anzutreffen (im Bezug zur Halfpipe). Am oberen Ende befindet sich eine runde Metallstange, das „Coping“.[7]
- Quarterpipe: Eine Quarterpipe (deutsch: Viertelrohr) ist nur eine Hälfte einer Mini Ramp und wird auch Quarter genannt. Auch auf die Quarterpipe befindet sich meistens ein Coping. Eine berühmte Quarterpipe ist die Big O´ in Montreal. 1976 fanden dort die Olympischen Spiele statt und kreative Architektur wurde rund um das Stadium errichtet. Dabei entstand auch die Big O´ Quarter Pipe die von da an als Skatespot genutzt wurde.[8]
- Funbox: Eine Funbox ist eine Kombination aus Rampen, Banks, einem Table sowie meistens einem Rail oder einer Ledge.[9] Funboxen gibt es in unzähligen Ausführungen.
- Bowl/Pool: Bowls und Pools sind meist in den Boden eingelassene Becken, bei denen die Seitenwände verbunden sind. Eine berühmte Bowl zum Skaten ist die Pink Motel Bowl in Los Angeles. Das Pink Motel und sein fischförmiger Pool wurden nach Powell Peraltas Video ‚The Search for Animal Chin‘ aus dem Jahr 1987 weltberühmt.[10]

## Bekannte Skateparks
- Bro Bowl Skatepark, Tampa (USA)
- Kona Skatepark, Jacksonville (USA)
- Sergeant Derby Park, Santa Cruz (USA)
- The Black Pearl, Cayman Islands: Der Black Pearl Skatepark, mit 62.000 Quadratmetern der größte Skatepark der westlichen Hemisphäre und der zweitgrößte der Welt, wurde 2005 von Tony Hawk eröffnet.[11]
- SMP Skatepark, Shanghai (China)
- Louisville Extreme Park, Louisville (USA): Dieser öffentliche Park existiert seit 2002 und ist einer der beliebtesten Skate Spots in den USA. Unter anderem gibt es dort ein 24 Meter langes Betonrohr, eine „Fullpipe“.
- Skatepark Galit, Tel Aviv (Israel)
- Venice Beach Skatepark, Venice Beach (USA)
- Burnside, Portland (USA): Der Burnside Park in Portland ist einer der ältesten DIY-Parks der Welt. 1990 begannen die Skater Mark „Red“ Scott, Sage Bolyard, Bret Taylor und ihre Crew mit dem Bau einer Bank an der bestehenden Mauer unter der Burnside Bridge, um auch an regnerischen Tagen im Trockenen skaten zu können. Berühmt wurde Burnside durch den Videospiel-Klassiker „Tony Hawk's Pro Skater“.[12]
- Southbank, London (Vereinigtes Königreich): Das Untergeschoss der Queen Elizabeth Hall wird seit 1960 geskatet (damals war es nur ein Spot und kein offizieller Skatepark) und spielte in der Vergangenheit eine wichtige Rolle in der Entwicklung des Skateboardings im Vereinigten Königreich. In 2013 war der gesamte Raum von Schließung und Verlagerung durch den Besitzer bedroht, daraufhin wehrte sich die Non-Profit-Organisation Long Live Southbank sowie der damalige londoner Bürgermeister Boris Johnson erfolgreich. Long Live Southbank musste das rund 1,37 Millionen Dollar teure Projekt zwar vollständig über Crowdfunding finanzieren, doch wurde die erforderliche Restaurierung auch durch die Unterstützung einer breiten Öffentlichkeit ermöglicht.[13]
- Big O, Montreal (Kanada)
- MACBA, Barcelona (Spanien)
- Red Ribbon, Guangzhou (China)
- Pink Motel Pool, Los Angeles (USA)